# Inabanga
Inabanga è una municipalità di terza classe delle Filippine, situata nella Provincia di Bohol, nella Regione del Visayas Centrale.
Inabanga è formata da 50 baranggay:
- Anonang
- Bahan
- Badiang
- Baguhan
- Banahao
- Baogo
- Bugang
- Cagawasan
- Cagayan
- Cambitoon
- Canlinte
- Cawayan
- Cogon
- Cuaming
- Dagnawan
- Dagohoy
- Dait Sur

- Datag
- Fatima
- Hambongan
- Ilaud (Pob.)
- Ilaya
- Ilihan
- Lapacan Norte
- Lapacan Sur
- Lawis
- Liloan Norte
- Liloan Sur
- Lomboy
- Lonoy Cainsican
- Lonoy Roma
- Lutao
- Luyo
- Mabuhay

- Maria Rosario
- Nabuad
- Napo
- Ondol
- Poblacion
- Riverside
- Saa
- San Isidro
- San Jose
- Santo Niño
- Santo Rosario
- Sua
- Tambook
- Tungod
- U-og
- Ubujan